# Vifte
Vifter har deres oprindelse i Orienten.
Husslaver stod ved måltiderne bag fornemme folk og viftede dem til kølighed. På et relief fra Assyrien af kong Assurbanipal og hans dronning ses dette. Egyptiske relieffer af konger viser dem omgivne af viftebærere. Vifter kunne være af tynde plader eller sammensat af fjer. En østerlandsk oldtidsform fra omkring 500 år f. kr., som brugtes i Grækenland, var en vifte af påfuglefjer monteret på en stang. Vifter kendtes også i Rom. Dronning Theodolinde, gift 588 med lombardernes konge, efterlod sig en vifte af malede fjer med skaft af emaljeret metal. I Middelalderen var der vifter af påfugle-, struds-, papegøje- og fasanfjer med håndtag af guld, sølv og elfenben. Man bar dem ved bæltet hængende i en guldkæde. De importeredes fra Levanten til Italien. I det 15. århundrede havde vifter form som et flag, hvis fane kunne svinges om stangen.
Man havde spadserevifter med lang stok, hvilket forklarer stedet hos Shakespeare (Henrik IV, II, 3): "Jeg kunne slå hans hoved itu med hans kones vifte". Katharina af Medici bragte vifter med sig fra Italien til Frankrig. Det var en foldevifte, som her hed esmouchoir og altså har været brugt også til at jage fluer bort med. Vifter brugtes af Henrik III og hans »Mignons« (Modelapse) og i meget kostbar udførelse: svaneskind, kniplinger, perlemor, prydelse af ædle stene osv. Foldevifter består endnu den dag i dag enten af små mere eller mindre udsmykkede stave, foroven holdt sammen af et smalt bånd, eller af stave, hvis nederste del er smykket, og hvis øverste del kun er tynde stivere, bestemt til helt at skjules af silke, svaneskind, papir etc. med dekoration. I 16. og 17. århundrede brugtes også vifter af fjer i fast form, undertiden med et spejl i midten. På denne tid uddannedes hos kvinderne en manuel færdighed i at håndtere viften, der blev til et signalapparat, og gennem dens bevægelser udtryktes et viftesprog i koketteriets og intrigens tjeneste. De mest berømte kunstnere og kunsthåndværkere ødslede deres talent på viftens svaneskind, og som unika stod de højt i pris. Vifte blev et udtryk for personen, og i valget af dens billeder undgik damen alt, hvad der kunne pege hen til hendes egne skrøbeligheder. Ninon d’Enclos havde for eksempel et billede af Jerusalems belejring på sin vifte. Der var komiske og satiriske vifter, og de kunne fortælle, hvad der hverken turde siges eller skrives. Viftepragten holdt sig til hen imod den franske revolution, da den veg for masseproduktionen. Fra denne tid er levnet Charlotte Cordays og Madame Talliens vifter. I kejsertiden havde vifter mere penge- end kunstværd, og det var først efter 1830, da Ludvig XV-kvadrillerne bragte viften på mode, at store kunstnere som Horace Vernet, Jean-Auguste-Dominique Ingres, Jean-Léon Gérôme, Narcisse Virgilio Díaz, Paul Gavarni, Édouard Detaille og andre tog sig af deres udsmykning. Vifter har altid været kvinden kær. Dronning Elisabeth 1. af England sagde, at det var den eneste gave, en dronning kunne tage imod. I de fornemme kredse var den som vokset sammen med damens person, hendes stadige ledsager og tilflugt i mange tilfælde. Før solskærme blev almindelige, var vifter tillige en nyttegenstand, og i stor form brugtes den i fri luft som parasol. Deraf det svenske navn solfjäder.
Selv i katolsk liturgi blev viften taget i brug indtil 1400 og er endnu ikke afskaffet i græske og armeniske kirker. Ved festa di catedra følges paven af to viftebærere, som hver holder en vifte af fjer med elfenbensskaft, men ikke svinger denne. Punka hedder i Indien en stor vifte bestående af en ramme med udspændt tøj over, den hænger under loftet og bruges til at skaffe kølighed i rummet. Selv store politiske følger har vifter bevirket. Den 30. april 1827 slog Daien af Algieriet i vrede den franske gesandt med sin vifte og nægtede at gøre afbigt for fornærmelsen. Det førte til krigen, der endte med Frankrigs erobring af Algeriet.
Vifter, drevet ved elektricitet, bruges i vore dage til at skaffe kølighed og frisk luft i store rum.